# Jodeln is ka Sünd
Jodeln is ka Sünd ist ein deutsches Sexfilmlustspiel aus dem Jahre 1974 von Ulli Lommel.

## Handlung
Die beiden jungen Frauen Rosl und Veronika wollen ohne große Anstrengung viel Geld verdienen, und so sind sie bald auf die ihnen angemessen erscheinende Idee gekommen, sich als Prostituierte zu versuchen, zumal ihnen in der großen Stadt (hier: München) die Männer nur allzu gern mit begehrlichen Blicken nachschauen und entsprechende Kommentare abliefern. Da man jedoch auf dem Lande sexuell noch unterversorgt zu sein scheint und anders als in der Stadt nicht allzu anspruchsvoll ist, zieht es sie in die bayerische Voralpenwelt. 
Hier finden Rosl und Veronika rasch auf einem Gutshof eine neue Bleibe. Doch bald haben die beiden die Bürgerwehr des idyllischen Kurorts am Hals; es wird sogar der ortsansässige Gemeinderat einberufen, um in Sachen „Prostitutionsverhinderung“ zu entscheiden. Doch die selbsternannten, heuchlerischen Tugendwächter sind alles andere als so fromm und sittenstreng wie sie sich selbst gern geben, und so besinnt sich bald der Gemeinderat eines anderen und deren Vertreter geraten in die Versuchung, selbst einmal die Vorzüge der beiden Damen auszuprobieren.

## Produktionsnotizen
Jodeln is ka Sünd entstand im Frühjahr 1974 in Bayern und wurde am 19. Juli 1974 uraufgeführt. 

## Kritik
Das Lexikon des internationalen Films dekretierte knapp: „Primitiver Sexfilm“.